# Lüderitz Speed Challenge
Le Lüderitz Speed Challenge est un événement annuel consacré à la navigation de vitesse, organisé depuis 2007 à Lüderitz, en Namibie, au printemps de l’hémisphère sud par Sophie Routaboul et Sébastien Catellan.
Il est observé par le Conseil mondial du record de vitesse de voile (WSSRC) et la Fédération mondiale de voile (ISAF). Il permet à des windsurfers et des kitesurfers de s'affronter autour du chronomètre sur un parcours de 500m.

## Le site et le challenge
L’événement a lieu à l’extrémité sud de la lagune de 1 km sur 7 km à l’ouest de Lüderitz (26° 41′ 13″ S, 15° 08′ 53″ E). Chaque année, entre août et mars, un vent fort et régulier souffle du sud avec un angle parfait de 140 degrés par rapport au parcours de voile.
Lors de la première édition de l'événement en 2007, les participants ont navigué sur un parcours incurvé. Pour la deuxième édition, en 2008, un parcours rectiligne a été créé en creusant le long du rivage, offrant ainsi une profondeur d’eau très uniforme sur toute la course. 
Les performances ont été encore améliorées en plaçant des sacs de sable au vent de la course, et en utilisant des « Chop Killers », des rondins de bois posés sur l'eau pour limiter le clapot.
La longueur totale du parcours est de 800m, zones de lancement et de ralentissement comprises, avant et après la distance officielle de 500 mètres du WSSRC.

## Historique de l'événement

### 2007
Le premier événement du Speed Challenge a eu lieu en 2007, au cours duquel le kitesurfer français Alexandre Caizergues a réalisé la meilleure course de 500 m à 47,92 nœuds (88,75 km/h), à seulement 0,78 nœud du record du monde (90,19 km/h) établi en 2005 sur le canal de Sainte-Marie par le windsurfeur Finian Maynard lors du « Masters of Speed ».
La kitesurfeuse sud africaine Sjoukje Bredenkamp bat le record de vitesse de la suisse Karin Yaggi établi en 2005 sur le canal de Sainte-Marie avec une vitesse de 42.35 nœuds.

### 2008
Le deuxième événement s'ouvre en octobre alors qu'Antoine Albeau, avec un record à 49,09 nœuds établi sur le canal de Sainte-Marie est le planchiste le plus rapide et que Robert Douglas (en) vient d'établir un record en Namibie à 49,84 nœuds.
Lüderitz Speed Challenge 2008 a vu le premier record de plus de 50 nœuds (93 km/h) le 3 octobre, quand Sébastien Cattelan franchit les 500 m à 50,26 nœuds (93,08 km/h) avant qu'Alexandre Caizergues réalise 50,57 nœuds (93,66 km/h) le lendemain et établisse le nouveau record.
Cela marque la fin de la course aux 50 nœuds entre kitesurfers, planchistes et voiliers. Elle ouvre la course vers la prochaine « frontière mythique » de 100 km/h.
La kitesurfer sud-africaine Sjoukje Bredenkamp a battu le record de vitesse en voile en vitesse au cours de cette épreuve. Elle a amélioré son précédent record du monde à 45,20 nœuds (83,71 km/h).

### 2010
Le 4 septembre de l'année précédente, l'Hydroptère bat le record d'Alex Caizergues avec 51,36 nœuds sur 500 m en baie d'Hyères. Le Lüderitz Speed Challenge, voit le record tomber plusieurs fois : 
Alexandre Caizergues (FRA) à 54,10 nœuds, Sébastien Cattalan (FRA) à 55,49 nœuds et enfin Robert Douglas (USA) avec 55,65 nœuds. Au terme du challenge, Charlotte Consorti devient la femme la plus rapide sur l'eau avec 50,43 nœuds.

### 2012
Le challenge s'est tenu du 5 novembre au 2 décembre 2012, les résultats sont le suivants :
| Compétiteur         | Pays           | Performance avant 2012 (nœuds) | Résultats au Lüderitz Speed Challenge |
| ------------------- | -------------- | ------------------------------ | ------------------------------------- |
| Björn Dunkerbeck    | Suisse         | 44,77                          | 51,09                                 |
| Patrik Diethelm     | Suisse         | 46,57                          | 50,49                                 |
| Nikolaos Vardalaxos | Grèce          | 40,41                          | 50,56                                 |
| Mark Grinnell       | Afrique du Sud |                                | 49,66                                 |
| Zara Davis          | UK             | 37,24                          | 45,83                                 |

| Compétiteur        | Pays      | Performance avant 2012 (nœuds) | Résultats au Lüderitz Speed Challenge |
| ------------------ | --------- | ------------------------------ | ------------------------------------- |
| Sébastien Cattelan | France    | 55,49                          | 53,27                                 |
| Sébastien Salerno  | France    | 54,28                          | 50,59                                 |
| Jochen Bock        | Allemagne | 42                             | 49,36                                 |
| Stefan Metzger     | Namibie   | 51,36                          | 47,11                                 |

Pendant la période du challenge, à Walvis Bay (Namibie), le 24 novembre, Paul Larsen (en) bat le record de vitesse sur l'eau sur 500 mètres sur le voilier Vestas Sailrocket 2 avec une vitesse de 65,45 nœuds (121 km/h) et une pointe à 68 nœuds.

### 2013
Du 7 au 19 octobre, l'édition 2013 porte le nom de « Chris Benz World Record Race ». Plusieurs records nationaux sont battus en planche à voile et en kitesurf. Dont le record danois en kitesurf à 50,43 nœuds par Ole Kjaer et le record sud africain par Taro Niehaus à 53,04 nœuds. Par ailleurs, le mois suivant Alexandre Caizergues reprend le record de Rob Douglas de 2010 avec 56,62 nœuds sur le canal de Port-Saint-Louis du Rhône.

### 2014
Le français Chris Ballois marque l'édition 2014 avec un record mondial de vitesse en kitesurf handicapé avec 42,94 nœuds.

### 2015
En windsurf, Antoine Albeau améliore le record mondial en avec une vitesse de 53,27 nœuds et Karin Jaggi prend le record féminin avec 46,31 nœuds.
En kitesurf, Sébastien Cattelan remporte le challenge à 53,66 nœuds.

### 2017
Le kitesurfer français Sylvain Hoceini remporte le challenge sur les trois autres participants avec une vitesse de 54,54 nœuds. Zara Davis est la femme la plus rapide de l'édition en windsurf (46,49 nœuds) et Twan Verseput le gagnant en windsurf (50,05 nœuds). 
Cette année là, Alexandre Caizergues améliore le record mondial sur l'eau en kitesurf avec 57,97 nœuds à Port-Saint-Louis.

### 2018
En windsurf homme : Hans Kreisel avec 52,26 nœuds ; windsurf femme : Miriam Rasmussen à 43,05 nœuds. En kitesurf, 3 participants, le gagnant est Sébastien Cattelan avec une vitesse de 53,86 nœuds.